# Silvana Blogoeva
Silvana Blogoeva (en bulgare : Силвана Благоева ), née le 14 juillet 1972, est une biathlète bulgare.

## Biographie
Elle obtient sa plus grande récompense aux Championnats du monde 1991 avec la médaille d'argent à la course par équipes avec Maria Manolova, Nadezhda Aleksieva et Iva Karagiozova.
En 1992, elle court les premiers Jeux olympiques où le biathlon est au programme pour les femmes, s'y classant huitième du sprint, 25e de l'individuel et quatrième du relais.
Dans la Couoe du monde, elle enregistre une cinquième place comme meilleur résultat en 1991 à Antholz.

## Palmarès

### Jeux olympiques d'hiver
| Épreuve / Édition   | Individuel | Sprint | Relais |
| ------------------- | ---------- | ------ | ------ |
| JO 1992 Albertville | 25e        | 8e     | 4e     |

### Championnats du monde
- Championnats du monde 1991 à Lahti :
  -  Médaille d'argent par équipes.